# 丹妮爾·格拉漢姆
丹妮爾·格拉漢姆（英語：Danielle Graham，1979年7月9日—），香港女性模特兒，吉隆坡出生，擁有愛爾蘭、中國及馬來西亞血統的混血兒。丹妮爾早年在澳洲完成學業，1998年被發掘到香港，成為全職模特兒，因為外型優勢迅速走紅，有「翻版關之琳」之喻。2009年結婚，婚後曾淡出娛樂圈，與前夫Patrick Khoo育有一子一女。此段婚姻於2016年結束，她隨之亦重新投入工作。

## 職業生涯
丹妮爾求學時期已經兼職模特兒，至16歲正式入行 Calcarries Model，轉為全職。憑藉其混血兒的臉孔和雪白的肌膚，在香港曾經一度極為廣告商受落，先後擔任玉蘭油、連卡佛及周生生的代言人。2001年獲選香港十大模特兒，與琦琦、馬詩慧等齊名。2002年進軍影圈，曾參演香港電影異靈靈異，奈何緋聞纏身，最終歸隱大馬。

## 參演電影
- 《異靈靈異》